# Sojek
Sojek – wieś w Słowenii, w gminie Slovenske Konjice. W 2018 roku liczyła 105 mieszkańców.